# Magdaléna Smékalová
Magdaléna Smékalová (* 17. Januar 2006) ist eine tschechische Tennisspielerin.

## Karriere
Smékalová spielt bislang vor allem Turniere der ITF Women’s World Tennis Tour, wo sie bislang zwei Titel im Doppel gewinnen konnte.
2022 erreichte sie im Mai zusammen mit ihrer Partnerin Marie Slaměníková das Viertelfinale im Doppel der mit 60.000 US-Dollar dotierten I.ČLTK Prague Open.
2023 erhielt sie im Juni eine Wildcard für das Hauptfeld im Einzel der mit 60.000 US-Dollar dotierten Agel Říčany Open, wo sie in der ersten Runde mit 3:6, 7:65 und 3:6 gegen Amina Wladikowna Anschba verlor. Im Doppel erreichte sie mit Partnerin Tereza Valentová mit einem 4:6, 6:2 und [10:6] Sieg gegen Nika Radišić und Sofia Sewing das Viertelfinale, wo die beiden dann gegen Karolína Kubáňová und Aneta Kučmová mit 4:6, 6:2 und [7:10] verloren. Im Juli gewann sie mit Partnerin Valentová den Titel im Doppel beim ITF-Turnier in Olmütz. Ende August erhielt sie mit Partnerin Julie Štruplová eine Wildcard für das Hauptfeld im Doppel der Kuchyně Gorenje Prague Open, wo die beiden aber bereits in der ersten Runde mit 4:6 und 4:6 gegen Irina Bara und Ekaterine Gorgodse verloren.
In der tschechischen Liga spielte Smékalová von 2017 bis 2018 für den TK Hlinsko und ab 2019 für den TK AGROFERT Prostějov.

## Turniersiege

### Doppel
| Nr. | Datum          | Turnier           | Kategorie | Belag | Partnerin        | Finalgegnerinnen                      | Ergebnis          |
| --- | -------------- | ----------------- | --------- | ----- | ---------------- | ------------------------------------- | ----------------- |
| 1.  | 22. Juli 2023  | Olmütz            | ITF W60   | Sand  | Tereza Valentová | Schibek Qulambajewa Darja Semeņistaja | 6:2, 6:2          |
| 2.  | 9. August 2025 | Slovenske Konjice | ITF W15   | Sand  | Salma Drugdová   | Maddalena Giordano Lara Smejkal       | 7:5, 2:6, [13:11] |